# Alte Oberpostdirektion (Koblenz)

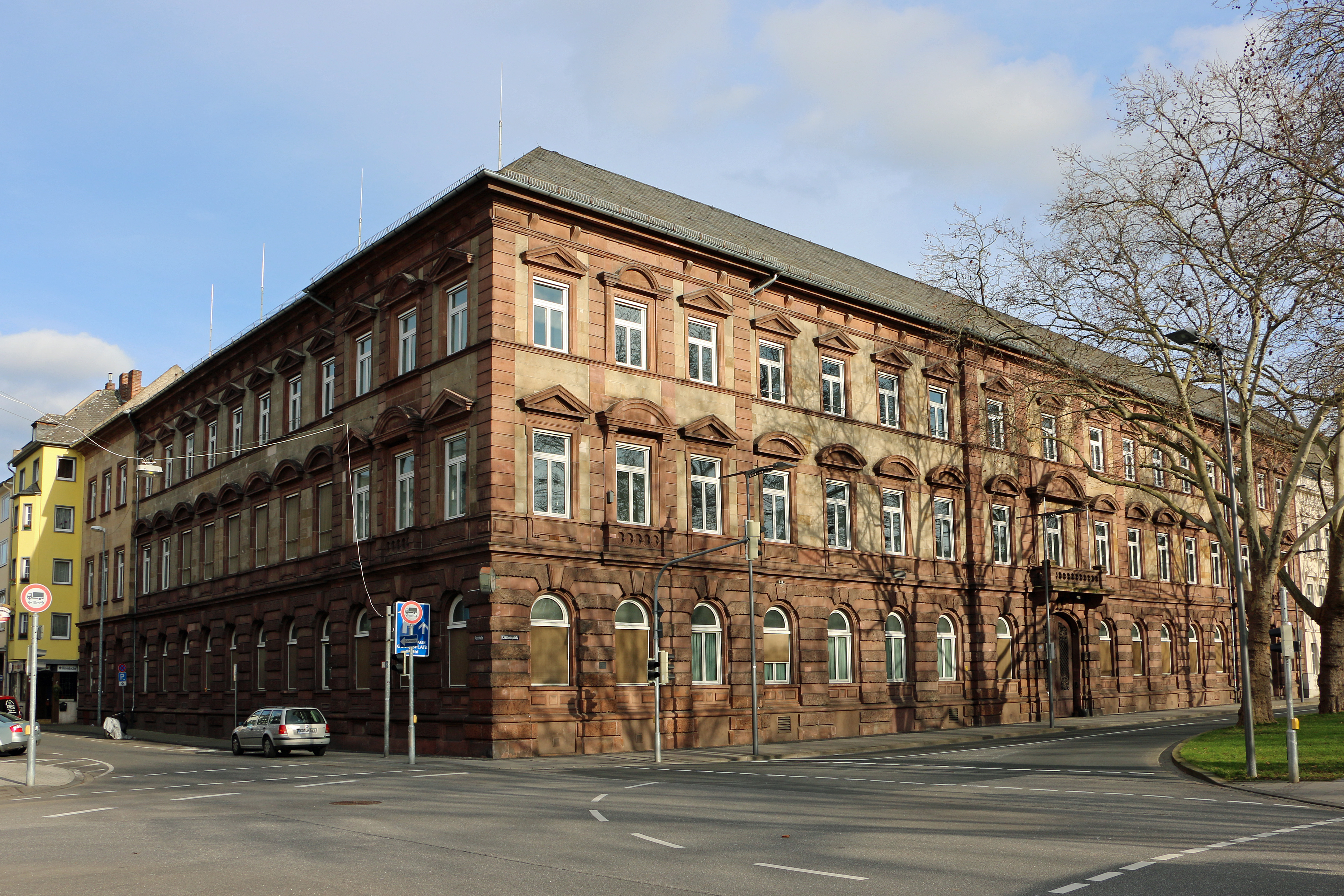
Die Alte Oberpostdirektion am Clemensplatz in Koblenz

Die Alte Oberpostdirektion ist ein Gebäude in der Altstadt von Koblenz. Das in den 1880er Jahren für die Oberpostdirektion Koblenz erbaute Gebäude wurde 1907 nach deren Umzug in die Kaiserliche Oberpostdirektion als Telegraphenamt bzw. später als Fernmeldeamt genutzt. Der denkmalgeschützte repräsentative Baukomplex ist ein Beispiel für den Anspruch der preußischen Staatsbauten im ausgehenden 19. Jahrhundert.

## Geschichte

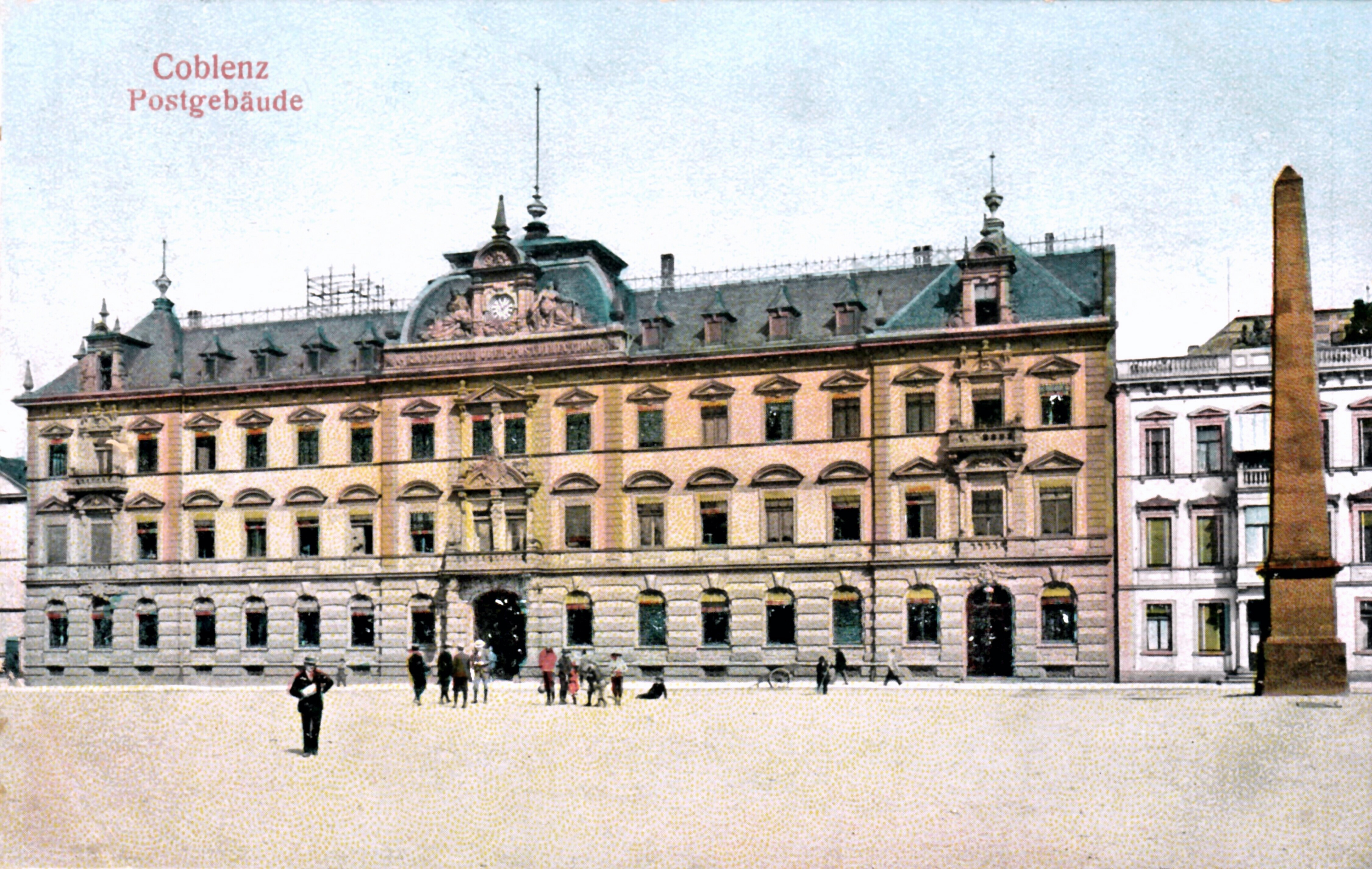
Gebäude der Oberpostdirektion am Clemensplatz (um 1900)

Eine Oberpostdirektion in Koblenz wurde am 1. Januar 1850 in der preußischen Rheinprovinz eingerichtet und bestand bis zum 1. Januar 1995, bis zur Auflösung der Deutschen Bundespost. Für sie wurde nach 1881 das heute noch bestehende Gebäude am Clemensplatz errichtet. Dazu wurde das an gleicher Stelle 1786–1787 errichtete Lenz’sche Haus samt zweier Nachbarbauten 1881 abgerissen. Dieses bildete mit dem gleichzeitig errichteten und heute noch bestehenden benachbarten Lassaulx'schen Haus ein städtebauliches Pendant. Der allgemeine Entwurf für das neue Post- und Telegrafengebäude wurde im zentralen Bauamt der Reichspost unter August Kind (Berlin) im Zeitraum vom Juli 1881 bis November 1883 unter Oberbauleitung durch Postbaurat Carl Cuno (Frankfurt am Main) von Regierungsbaumeister Richard Kux ausgeführt. Das Postamt, die Ober-Postkasse, Ober-Postdirektion und Telegrafenamt waren für 168 Beamte vorgesehen und hatten Gesamtkosten von 450093 Mark ausgemacht.
Da das Gebäude am Clemensplatz bald nicht mehr genügend Platz für den wachsenden Dienstbetrieb bot, wurde am Kaiser-Wilhelm-Ring (heute Friedrich-Ebert-Ring) 1907 ein größerer Neubau fertiggestellt. Das alte Gebäude wurde danach als Telegraphenamt genutzt.
Im Zweiten Weltkrieg wurde die Alte Oberpostdirektion 1945 bei einem Luftangriff auf Koblenz schwer beschädigt und brannte völlig aus. Nach dem Krieg wurde der Bau vereinfacht wiederaufgebaut und nahm dann das Fernmeldeamt 1 der Deutschen Bundespost auf. Seit Auflösung der Fernmeldeämter wurde das Gebäude weiterhin von der Deutschen Telekom genutzt.
Anfang 2017 wurde das Gebäude an eine Immobiliengesellschaft veräußert, die einen Umbau zu Eigentumswohnungen plant. Dabei soll die erhaltene historische Fassade restauriert und teilweise ergänzt werden. Die Planungen sehen ferner vor, das nach dem Zweiten Weltkrieg aufgesetzte eher provisorische Dach zur Gewinnung weiterer Räume in ursprünglicher Höhe, aber grundsätzlich moderner Form zu erneuern.

## Bau

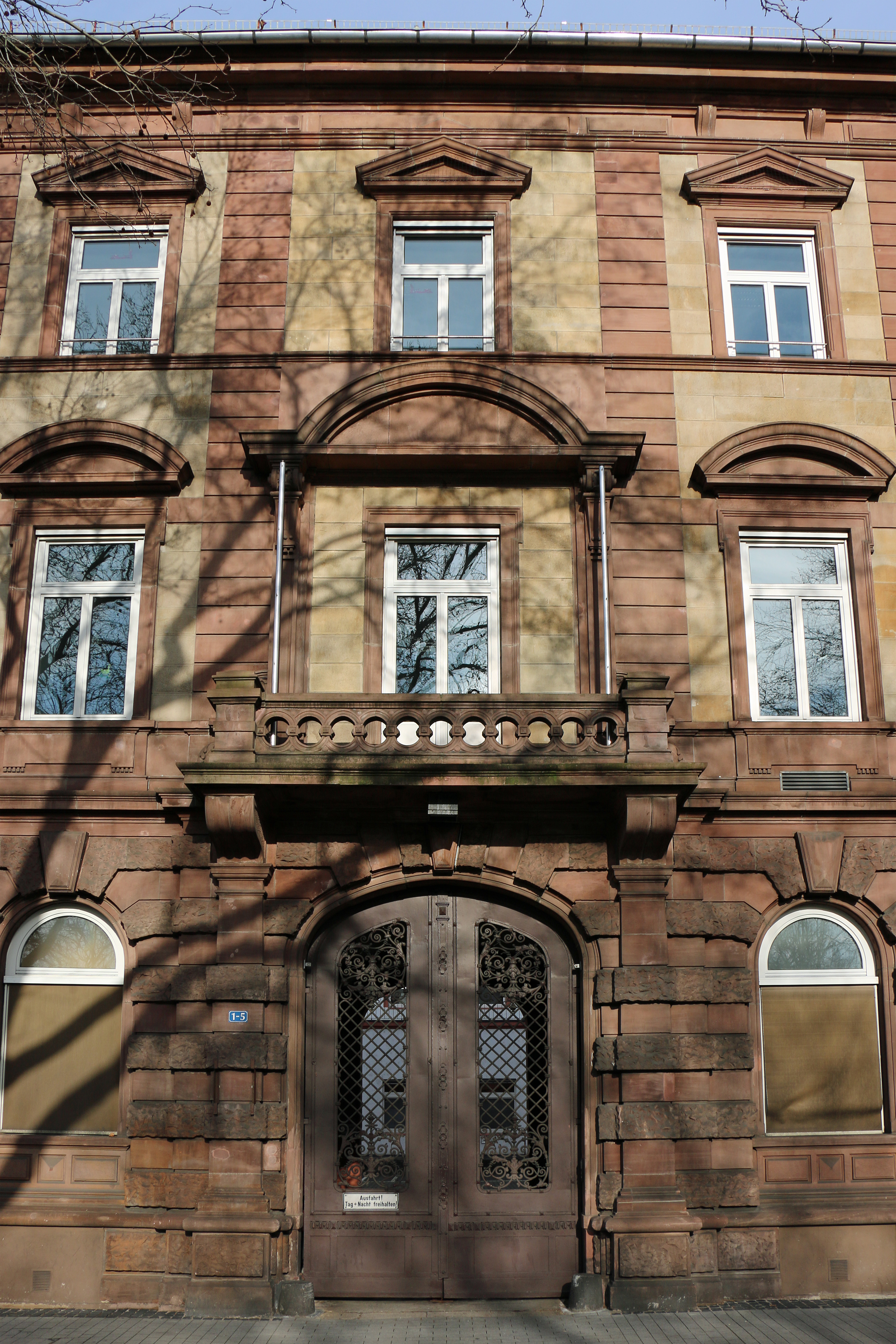
Die Zufahrt in den Innenhof mit dem Balkon darüber

Die Alte Oberpostdirektion ist ein das Platzbild prägendes, dreigeschossiges, historistisches Gebäude, dessen architektonische Gestaltung Motive der „deutschen Renaissance“ und des italienischen Barocks widerspiegelt. Der Baukomplex besitzt vier Flügel, die einen rechteckigen Innenhof umschließen. Die äußeren Fassaden sind mit rotem und weißem Sandstein aus Kyllburg verkleidet, die Hoffassaden lediglich verputzt.
Die Zufahrt in den Innenhof erfolgt durch ein Tor am Clemensplatz. Darüber ist ein auf Konsolen ruhender Balkon mit Balustrade angebracht. Dieser mittige Teil der Fassade zum Clemensplatz ist risalitartig ausgebildet und von gequaderten Lisenen eingefasst. Der dreiachsige Ecktrakt zur Poststraße weist ebenfalls diese risalitartige Betonung auf.
Das Erdgeschoss besitzt eine Horizontalquaderung mit rundbogig abgeschlossenen Fenstern. Die Steinschichten sind im Stil der Weserrenaissance abwechselnd glatt und grob behauen. Die Verdachungen der Fenster in den beiden Obergeschossen sind – den römischen Stadtpalästen der Spätrenaissance und des Barock nachempfunden – abwechselnd spitz und rund ausgeführt.

## Denkmalschutz
Die Alte Oberpostdirektion ist ein geschütztes Kulturdenkmal nach dem Denkmalschutzgesetz (DSchG) und in der Denkmalliste des Landes Rheinland-Pfalz eingetragen. Sie steht in Koblenz-Altstadt am Clemensplatz 1–5.
Seit 2002 ist die Alte Oberpostdirektion Teil des UNESCO-Welterbes Oberes Mittelrheintal.